# Juliidae
Famille
Synonymes
- Prasinidae Stoliczka, 1871[2]

Les Juliidae sont une famille  de mollusques gastéropodes de l'ordre des Sacoglossa. 

## Description
Les espèces de cette famille sont caractérisées par une coquille composée de deux valves. Apparus probablement au paléocène, les Juliidae ont longtemps été connus uniquement par leurs fossiles, qui étaient alors confondus avec des fossiles de bivalves. Julia, le genre type de la famille, a été décrit en 1862 par Augustus Addison Gould, qui en faisait un genre de bivalve.

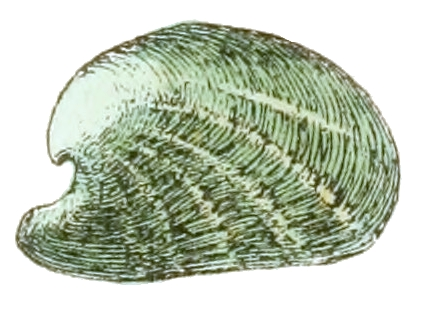
Coquille de Julia borbonica
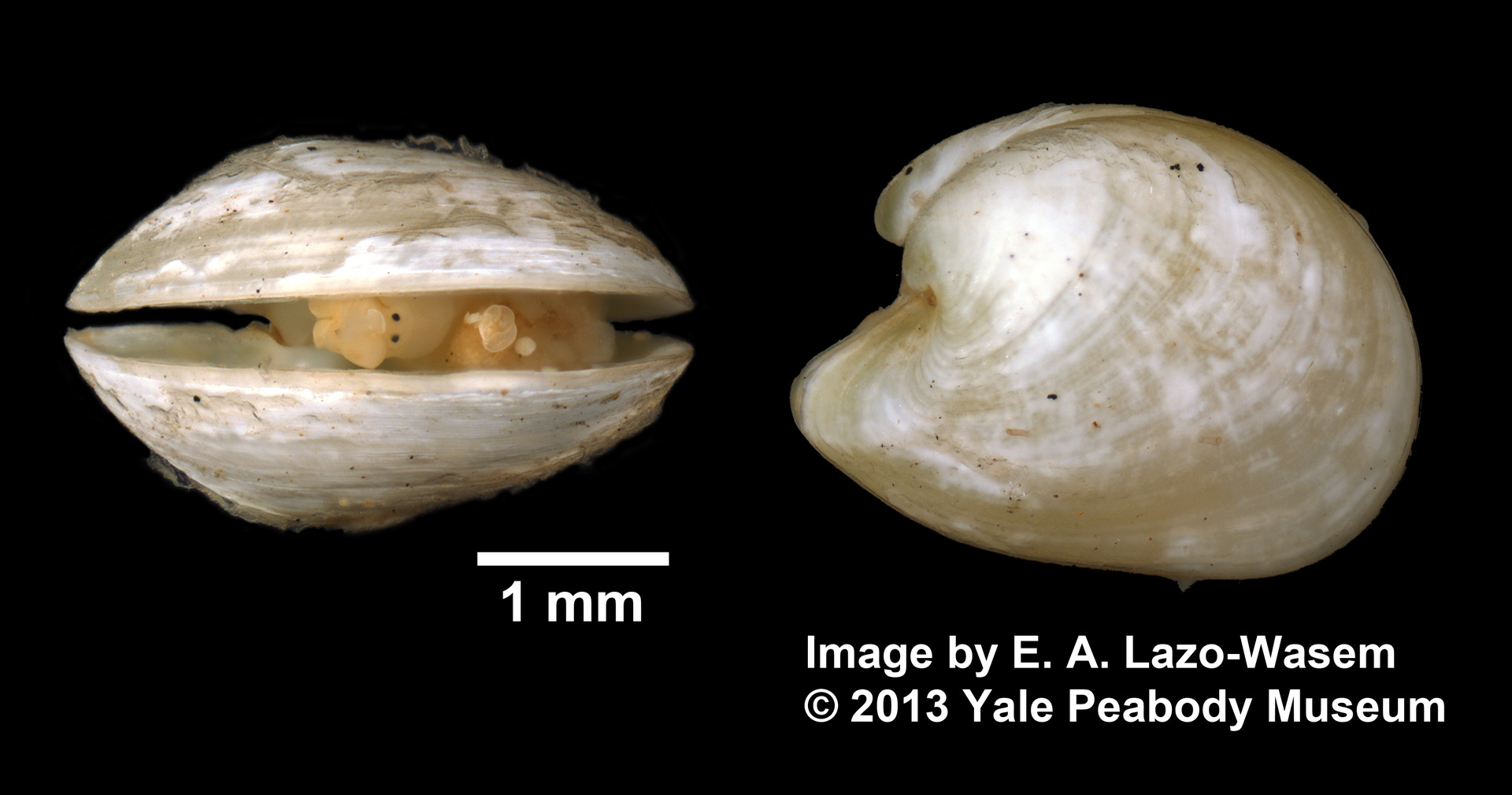
Julia japonica

## Liste des genres
Selon World Register of Marine Species (19 septembre 2013) :
- sous-famille Bertheliniinae Keen & A. G. Smith, 1961
  - genre Berthelinia Crosse, 1875 -- 15 espèces
- sous-famille Juliinae E. A. Smith, 1885
  - genre Julia Gould, 1862 -- 7 espèces